# Lussierita
La lussierita és un mineral de la classe dels sulfats. Rep el nom en honor del mineralogista canadenc Aaron J. Lussier (nascut el 1980), autor o coautor de diversos articles que afavoreixen la nostra comprensió de la mineralogia dels actínids i la química dels cristalls.

## Característiques
La lussierita és un sulfat de fórmula química Na10[(UO₂)(SO₄)₄](SO₄)₂·3(H₂O). Va ser aprovada com a espècie vàlida per l'Associació Mineralògica Internacional l'any 2018, sent publicada per primera vegada el 2019. Cristal·litza en el sistema monoclínic. La seva duresa a l'escala de Mohs és 2,5.
Les mostres que van servir per a determinar l'espècie, el que es coneix com a material tipus, es troben conservats a les col·leccions mineralògiques del Museu d'Història Natural del Comtat de Los Angeles, a Los Angeles (Califòrnia) amb el número de catàleg: 73518, 73519 i 73520.

## Formació i jaciments
Va ser descoberta a la mina Blue Lizard, situada al Red Canyon del comtat de San Juan (Utah, Estats Units). Els cristalls que es troben en aquesta mina són prismes o fulles, de fins a uns 0,5 mm de longitud. Els prismes tendeixen a produir-se en esprais o en individus dispersos aleatòriament. Les fulles tendeixen a produir-se en creixements paral·lels. Aquesta mina és l'únic indret de tot el planeta on ha estat descrita aquesta espècie mineral.